# Hermeneutika (Arisztotelész)
A Hermeneutika, régiesebb, de a hagyomány alapján ma is használt írással Herméneutika Arisztotelész antik görög peripatetikus filozófus fennmaradt logikai művei gyűjteményének, az Organonnak egyik része.
Arisztotelész Hermeneutikájában sehol sem használja a „hermeneutika” szót, talán mert a cím vélhetően későbbi eredetű – ám a művel kapcsolatos történeti, filológiai jellegű problémákról az Organon szócikk történeti részeiben található bővebb információ.
A hermeneutika (görög) szó az értelmezés tudományát jelenti. Magának a szónak többféle értelmezése létezik, ezek egyike szerint Hermésznek, az antik görög kor egyik istenének a nevéből származik, aki az istenek hírnöke, aki az istenek és/vagy emberek közti híreket és üzeneteket közvetíti; ugyanígy közvetíti a szó jelentését annak írott vagy beszélt alakja is. Legalábbis a görögök ennek az istennek a nevéből származtatták hermeneuein = ’kijelent’, ’megvilágít’ szavukat. Maga Arisztotelész valószínűleg a ’kijelent’ értelmében használta e szót, és szóban forgó műve valóban az egyszerű kijelentések tanát, ezek néhány filozófiai vonatkozású problémáit tárgyalja.
A hermeneutika nevet viseli egy, a 19. század végére a filozófia egy külön részterületévé fejlődött diszciplína is, a filozófiai hermeneutika, mely azonban más kiindulópontról, más problémákat, más megközelítéssel vizsgál, mint Arisztotelész Hermeneutikája.
Arisztotelész Hermeneutikája alapvetően két kérdéskörrel foglalkozik. Egyrészt a nyelv és a dolgok közötti relációval, azaz a nyelv értelmezésével (erre utal a cím); másrészt pedig a kijelentések alapstruktúráit és a kijelentések egymáshoz való viszonyait igyekszik feltárni. E második kérdéskörön belül az egyszerű kijelentő mondatokkal és ezek logikán belüli szerepével foglalkozik; alapvető eredményei a tagadásra és a modalitásokra (szükségszerűség, lehetségesség, esetlegesség stb.) vonatkozó megállapítások. Ebben a művében szerepelnek továbbá a későbbi eredmények szempontjából alapvető megkülönböztetések, melyek a kijelentések általánosság és egyetemesség szerinti osztályzásához vezetnek (általános vagy egyedi alanyról szólnak-e, és általánosan vagy részlegesen jelentenek-e ki valamit), továbbá a tagadásokkal kapcsolatban azon észrevételek, melyeket később az ún. logikai négyszög (vagy Apuleius-négyszög) formájában volt szokás összefoglalni.
A szöveg magyar fordításban itt olvasható

## Tartalma
„Először is határozzuk meg, hogy mi a névszó és mi az ige, aztán meg, hogy mi a tagadás és az állítás, a kijelentés és a mondat. […] Ezek tisztázása után vizsgáljuk meg, hogyan viszonyulnak egymáshoz a lehetséges és nem lehetséges, az esetleges és nem esetleges, meg a lehetetlen és szükségszerű tagadásai és állításai. Mert bizony vannak itt nehézségek.”
A Herméneutika három nagyobb részre osztható. Az első rész (1.-6. fejezet) a nevek kijelentésekké való összekapcsolásával foglalkozik, eleinte inkább a nevek szempontjából, de végül a 6. fejezetben eljut a kijelentés fogalmának felépítéséhez, definiálásához. E részek amolyan nyelvtani alapozásként szolgálnak, céljuk röviden áttekinteni, hogyan jönnek létre a kijelentések felépítő alapelemeikből, a szavakból, („atomok”) az első három fejezet inkább szótan, mely megkülönbözteti például a névszókat és igéket; míg a következő három inkább mondattan, melyekben a mondatok kijelentés voltának és egyszerűségének, elemiségének kritériumai találhatóak, továbbá az állítás és a tagadás. E részek még a Kategóriák egyenes folytatásának tekinthetőek.
A második, hosszabb rész (6.-12. fej) az egyszerű kijelentésekkel és a tagadással foglalkozik. Megkülönbözteti az egyedi és általános alanyról tett kijelentéseket, továbbá hogy ezt általánosan (minden egyedre vonatkozóan), részlegesen (némely egyedre vonatkozóan), vagy határozatlanul (se így, se úgy) tesszük-e (igazság szerint ezt a megkülönböztetést teljes mértékben csak az Első analitikában teszi teljessé).
A 13. fejezet a kijelentések modalitásait vizsgálja, az előző fejezetek szellemében és szempontjai szerint (tehát például hogy hogyan kell tagadni ezeket). Négy modalitást és ezek tagadásait különbözteti meg: ezek a lehetségesség, az esetlegesség, a lehetetlenség és a szükségszerűség.

### Alapvető,nyelvtaniészrevételek

#### A megértés alapfeltétele: azonos jelentést hordozó, közmegállapodásszerű jelek
Arisztotelész kiindulópontként a nevek három fajtáját különbözteti meg: mentális, beszélt és írott nevek (Herm. 16a 1-8.). Az utóbbi kettőt olyan konvencionális, azaz pusztán megállapodáson alapuló jeleknek tartja, melyek a mentális tartalmakat jelzik. Maguk a mentális, vagy lelki tartalmak is jelek, olyan jelek azonban, melyek közvetlen és természetes módon jelölik a dolgokat. Egyszerűbben megfogalmazva azt mondhatjuk, lehetséges, hogy ugyanazt a gondolatot más emberek másképp mondják el (akár írásban, akár szóban); a megformálás függhet az egyéniségtől vagy az adott értelmezői közösség megállapodásaitól, ám az írott vagy beszélt terminusok kimondása előtti lelki tartalmak mindenkinél ugyanazok 1. idézet.

#### A mondat: jelentésre nézve oszthatatlan elemek – névszók, igék – összekapcsolása
Továbbá, a lelki tartalmak, akárcsak kimondott vagy leírt formájuk, csak akkor igazak vagy hamisak, ha megfelelően össze vannak kapcsolva. Puszta, kapcsolat nélküli szavak egymásutánjának (συνέχεια = szavak egymásutánja) közlése nem bír igazságértékkel, bár értelemmel igen (hiszen az a szó, hogy kecskeőz, kifejez ugyan valamit egy mesebeli keverékállatról, de se nem igaz, se nem hamis, amíg azt nem mondjuk, hogy kecskeőz van, vagy kecskeőz nincs) (2. idézet).
A szavaknak két (vagy, ha az igéket és a névszókat külön csoportnak vesszük, három) fajtája lehet a kommunikációs céljukat tekintve.
- Az önálló jelentéssel bíró szavaknak (melyek „önmagukban is kifejeznek valamit”), azaz Arisztotelész kifejezésével a névszóknak  (A névszók Arisztotelész szerint…)  és igéknek  (Az igék Arisztotelész szerint…) , van jelentésük, de nincs igazságértékük (azaz önmagukban kimondva se nem igazak, se nem hamisak). Vagyis nem kijelentések.
- Mondatokat, kijelentéseket úgy kapunk, hogy összekapcsoljuk őket (ti. a névszókat, igéket): erre szolgál a kopula, vagyis a „van” ( +¸εστι) szócska; melyet a görög nyelvben (és az indoeurópai nyelvekben) nem csak létezést kifejező, hanem igei állítmánypótlást kifejező létige szerepében is használunk. A kopulának tulajdonképpen ennyi a jelentése, a névszóknak és igéknek azonban önálló jelentésük is van. Arisztotelész tudomásunk szerint az első, aki bizonyítottan felfedezi az összekapcsolás és a kopula ilyen jelentőségét.
- Az összekapcsolással (συμπλοκή) jön létre a mondat (λόγος): „olyan beszéd, amely kifejez valamit, és amelynek különválasztott részei [ti. a névszók] is jelentenek valamit, de nem mint állítás [hanem mint kifejezés].” (5. idézet…) A mondat jelentéssel bíró elemei, a névszók és/vagy igék atomszerűen viselkednek a jelentésre nézve, azaz ők maguknak van jelentésük, de ha tovább osztjuk őket részekre, a részeknek általában már nincs jelentésük (magyarázat…).

Megjegyzés: ez a jelentés tulajdonképpeni atomiságára való alapozás – noha a Herméneutikában sem közvetett, sem közvetlen utalás nem történik konkrétan az atom fogalmára – fogalomépítkezését tekintve nagyon precízzé vagy inkább „matematikussá”, „alapokra építkezővé” teszi a Herméneutikát (precízzé azért nem, mert több Arisztotelész által nem megoldott problémát is okoz). A sztoikusok (akik a logika terén a peripatetikusok riválisainak tekinthetőek) azonban deklaráltan egy atomista kijelentéslogikát építenek fel: a mai kijelentéslogika nem kis részben inkább sztoikus, mint peripatetikus hatásokat mutat (lásd még a logika történetéről szóló cikket).

### Egyszerű kijelentő mondatok. Tagadás: ellentmondás és ellentét

#### Mondat, kijelentés, állítás, tagadás
A mondat (λόγος) – „olyan beszéd, amely kifejez valamit, és amelynek egy különválasztott része is kifejez valamit mint kifejezés, de nem mint állítás” – tehát a nyelvnek, beszédnek az „atomi” jelentésű névszók/igék kopulatív szavak általi összekapcsolásával létrejött, megítélhető, azaz egyértelműen igaz vagy hamis része (5. idézet). Eme definícióval van egy-két probléma, melyet Arisztotelész csak futólag érint, és a „megoldás” – ha nevezhetjük így egyáltalán – értelmezése elég vitatott, erről bővebb található (itt).
A kijelentés ( +¸απόφανσις / λόγος +¸αποφαντικός) olyan mondat, „amelyre vonatkozik az, hogy vagy igaz, vagy téves – márpedig ez nem mindre vonatkozik, például a kérések mondatok, de se nem igazak, se nem tévesek” (6. idézet).
Ezen belül „az állítás (κατάφασις) olyan kijelentés, ami valamit valaminek tulajdonít, a tagadás (+¸απόφασις) pedig olyan, ami valamit valamitől elvesz” (7. idézet) (tehát azt állítja, hogy valaminek valami nem tulajdonítható). Az állításnak, és ugyanezen állítás tagadásának szembenállását, azt a viszonyt, melyben egy állítás és ennek tagadása vannak, Arisztotelész itt ellentmondásnak ( + ¸αντίφασις) kereszteli. Az ellentmondó mondatok olyanok, hogy bármikor, bármilyen tekintetben, ha egyáltalán az igazságértékük eldönthető (mert például a jövő idejű kijelentések csak a jövőben eldönthetőek), akkor az egyik és csak az egyik teljesül; vagyis egyszerre nem lehet mindkettő sem igaz (azaz kizárják egymást), sem hamis (azaz tagadásaik is kizárják egymást). Ennél általánosabb viszony, ha két tulajdonság (akcidens) vagy kijelentés kizárják egymást, azaz egyszerre nem lehetnek igazak (de nem feltétlenül kell valamelyiknek is igaznak lennie). Ez utóbbi viszonyban álló mondatokat ellentéteseknek nevezi.

#### Egyszerű kijelentés
Definiálja – meglehetősen nehézkesen, de ontológiailag helyesen az egyszerű mondat fogalmát (amit a jelenlegi nyelvészet formálisan tesz) (idézet) . Egyszerű egy állítás akkor, ha egy dolgot fejez ki egy dologról, azaz ha alanya is és állítmánya is, mint szavak vagy nevek, „egy”. Bár igazából ennél többet és pontosabbat Arisztotelész nemigen mond (más műveiben, például a Metafizikában azonban bővebben ír erről), csak néhány más fejezetben elejtett megjegyzésből derül ki, hogy mire gondolhat.
Hogy az alany és állítmány egyszerű, atomi vagy egy, ezen nem azt kell érteni, hogy egyediek; és nem is azt, hogy egy szóból álljanak, hanem hogy egy szubsztanciát alkossanak.
- Például a kétlábú szárazföldi állatok nem tudnak repülni mondat egy egyszerű kijelentés, mert a kétlábú szárazföldi állat szubsztanciálisan egy fogalmat ad meg (hiába általános és hiába áll több szóból); s e mondat valóban nem bontható három részre úgy: hogy a kétlábú nem tud repülni meg hogy a szárazföldi nem tud repülni meg hogy az állat nem tud repülni, hiszen e három mondatot összekapcsolva azt kapnánk, sem a kétlábú, sem a szárazföldi lények nem tudnak repülni – az eredeti mondat pedig semmi ilyesmit nem állított.
- Hasonlóan a kétlábú lények nem repülőhalak mondat is egy(szerű), hiszen az állítmány repülőhal egy adott szubsztancia, és nem a repülők meg a halak közös neve. Ha úgy mondanánk: a kétlábú lények nem repülők (s) halak, vagy bevezetnének egy közös nevet a repülő lények meg a halak megnevezésére, attól még e mondat összetett lenne, hiszen felbontható két mondatra, melyek összekapcsolása azonos értelmű az eredeti mondattal: a kétlábú lények nem repülő(lénye)k és a kétlábú lények nem halak.
- Viszont a kétlábú állatok nem fehér madarak mondat a modern nyelvtan szabályaival ellentétben arisztotelészi értelemben nem összetett. Ugyanis a fehérség a madarak szubsztanciájának egy nem-lényegi (szűkebb értelemben akcidentális) jegye, mivel nem fajnév, nemnév vagy fajalkotó különbség. És valóban, a fenti mondatot mondhatjuk úgy is, hogy a kétlábú állatok nem fehérek; és a kétlábú állatok nem madarak. Ha az alanyként vagy állítmányként álló szót olyan járulékos szavakkal bővítjük, melyek az eredeti szó lényeges, meghatározó (szubsztanciális) jegyei, akkor ezzel nem bomlik meg a bővített kifejezés „egy”-sége, atomisága, viszont nem-lényegi jegyekkel bővítve már kaphatunk összetett kifejezést, illetve mondatot. Megjegyezzük, hogy Arisztotelésznek ez az összetettség-kritériuma már hozzá közel álló skolasztikus logikában sem bizonyult tarthatónak (nem mindig lehet ugyanis egyértelműen eldönteni, egy szubsztanciának vagy akcidensnek mik a lényegi és a nem-lényegi, meghatározó jegyei). Már Arisztotelész is mindenféle pót-szabályt vezet be a Herméneutikában az esetleges kivételek magyarázatára.

#### Az egyszerű kijelentő mondatok osztályzása
A nevek lehetnek egyetemesek (melyeket több mindenről állíthatunk), azaz mai szóval általános fogalmak, például „ember”, „élőlény”, vagy pedig egyediek, például „Szókratész”, „Abraham Lincoln”.
Ha egy egyetemes alanyról valamit állítunk (szintén egyetemes állítmányt, hiszen egyetemes alanyról egyedi állítmányt nem lehet állítani, például nem mondható, hogy a ló Szókratész), akkor állíthatjuk, hogy az alany minden egyede az állítmánynak is egyede, például
Arisztotelész az ilyesfajta, gyakran a „minden”, „összes” szavakat is használó egyszerű kijelentéseket egyetemes kijelentéseknek nevezi. Hogy ne keverjük össze az egyetemes alany/állítmány és az egyetemes kijelentés fogalmait, ez utóbbira inkább a később használt „univerzális” szót alkalmazzuk.
Azt is állíthatjuk, hogy egy egyetemes alany némely egyede az állítmánynak is egyede; az ilyen, a „néhány” vagy „némely” vagy hasonló szócskákat is tartalmazó kijelentést részlegesnak (partikulárisnak), például
Igazából az ilyen kijelentéseket deklaráltan csak az Első Analitikában vezeti be, addig csak „egyetemes” meg „nem egyetemes” kijelentésekről beszél, néha külön példákat hozva részleges kijelentésekre, de általában a határozatlan kijelentéseket is ide értve (megjegyzés).
További változatokat jelentenek az olyan ítéletek, melyek a valóság és a kijelentés viszonyának valamilyen értékelését tartalmazzák: például hogy a kijelentés szükségszerűen vagy esetlegesen igaz. Ezek a modális kijelentések (például Szükségszerű, hogy minden ember élőlény, vagy Esetleges, hogy az asztalon lévő minden tányér porcelán, hisz lehetne másképp is). Később a „sima”, modális részt nem tartalmazó kijelentéseket asszertórikusnak nevezték.
A szöveget lásd itt.

#### Az egyszerű mondattípusok és tagadásaik
A 7. fejezet szinte kizárólag azzal a kombinatorikus módszer mentén végigvizsgált kérdéssel foglalkozik, hogy egyetemes alany esetében hogyan viszonyulnak egymáshoz az egyszerű arisztotelészi kijelentéstípusok és ezek tagadásai (ezt később a logikai négyszög nevű ábrában foglalták össze, bár biztos, hogy ilyesfajta ábrákat, ha nem is konkrétan e probléma szemléltetésére, már Arisztotelész is készített, ezek azonban nem maradtak fenn).
- Egyetemes (univerzális) állító kijelentés és egyetemes tagadás  közt ellentét (de nem ellentmondás, ld. e cikk fentebbi részeit) áll fenn, azaz az egyetemes állításnak nem tagadása az egyetemes tagadás (furán hangzik, de tényleg így van): például

Nyilvánvaló ugyanis, hogy e kettő kizárja egymást, ha egyetlen ember sem fehér, akkor nem lehet, hogy minden ember fehér legyen, hiszen bármelyik embert is vegyük, az nem fehér, tehát az összes sem lehet az. De tényleg ilyen nyilvánvaló ez? Nézzük a Minden kecskeőz tarka – Egyetlen kecskeőz sem tarka kijelentéseket. Mivel (2004-es kontextusban, a genetika relatíve fejletlensége miatt) még nem léteznek kecskeőzek; ezért bizony igaz is lehet, hogy minden kecskeőz tarka. Nem tudunk ugyanis olyan kecskeőzet mutatni, amely ne tarka lenne, hiszen egyetlen kecskeőzet sem tudunk mutatni. A formális logika szerint ilyen esetben igaz az, hogy minden kecskeőz tarka, de az is, hogy egyetlen kecskeőz sem tarka (hiszen az előzőhöz hasonlóan nem tarka kecskeőzet sem tudunk mutatni). Az arisztotelészi megállapítás az egyetemes állításról és tagadásról tehát csak nem üres, valami létező dolgot tényleg jelölő alany esetében igaz biztosan; de ő általában csak ilyen nevekkel foglalkozott (az arisztotelészi szillogisztika nem egy törvénye egyáltalán nem igaz „üres” állítmányokra). Csak egyetlen helyen, a Kategóriák 11. fejezetében tér ki olyan problémára, hogy az ilyen üres állítmányú/alanyú kijelentéseket hogyan kell kezelni, de az általa adott megoldást a modern logika nem fogadja el.
- Egyetemes állítás valójában nem az egyetemes tagadással, hanem a részleges tagadással áll nemcsak ellentétben, hanem ellentmondásban, tehát az ilyen mondatok egymás tagadásai:

- Ha idáig jutottunk, akkor nézzük meg az egyetemes állítás viszonyát az utolsó modalitás nélküli egyszerű kijelentéstípushoz, a részleges állításhoz. Egy példa:

Világos, hogy ezek még ellentétben sincsenek egymással, hacsak nem üresek az alanyaik (mert akkor igen). Mivel ilyen viszony nincs köztük, ezért Arisztotelész nem is foglalkozik velük. A Herméneutika, amely a kijelentéseket leginkább mint ellentétpárok tagjait vizsgálja, nem említ semmit sem velük kapcsolatban, sőt minden bizonnyal az Első Analitika sem.
- Megvizsgáltuk egyetemes állítás viszonyát a többihez. Maradjunk az egyetemes mondatoknál, és nézzük meg az egyetemes tagadás viszonyait a még nem említett típusokhoz. Az első ilyen: egyetemes tagadás és részleges állítás.

Világos, hogy ezek kizárják egymást (még üres alany esetében is, mert a második kijelentés mindig hamis ilyenekre), és valójában az is belátható, hogy tagadásai egymásnak. Ugyanis az egy ember sem fehér állítás tényleg azt mondja, hogy nincs olyan ember, aki fehér, vagyis hogy nem igaz az, hogy némely ember fehér, tehát hogy nem igaz az, hogy némely ember fehér. De ha ez nem elég, ellenőrizhető az is, hogy a két kijelentés egyszerre hamis sem lehet. Ha hamis, hogy egy ember sem fehér, akkor "valaki fehér", és ha hamis, hogy némely ember fehér, akkor meg "senki sem fehér", és a két idézőjeles állítás tényleg kizárja egymást. Mint Arisztotelész összefoglalja: az egyetemes állítás tagadása nem az egyetemes tagadás (mert ezek csak ellentétesek), hanem a részleges tagadás, és ugyanúgy a részleges állítás tagadása sem a részleges tagadás (ezek még csak nem is ellentétesek), hanem az egyetemes tagadás; „ellentmondóan tehát az az állítás áll szemben a tagadással, amely ugyanarról jelent ki valamit egyetemesen, amiről a tagadás azt jelenti ki, hogy az nem egyetemes […]. S ellentétben áll az egyetemes állítás és az egyetemes tagadás […]; ezért ezek nem lehetnek egyszerre igazak, a velük szembenállók viszont igazak lehetnek egyszerre ugyanarra a dologra nézve […]” (az utolsó tagmondat világosan mutatja, hogy Arisztotelész tényleg úgy ellenőrizte, hogy tagadása-e két állítás egymásnak, hogy megnézte, kizárják-e egymást, és hogy tagadásaik is kizárják-e egymást, s ha nem így volt, és lehettek egyszerre igazak, akkor legfeljebb ellentétről lehetett szó).
- Kimaradt még az egyetemes tagadás és a részleges tagadás

párosa: Egyetlen ember sem fehér – Némely ember nem fehér;
ezek nincsenek ellentétben, sőt ha egyetlen ember sem fehér, akkor az is biztos, hogy némely ember nem fehér. Ám részleges kijelentésekkel Arisztotelész explicite még nem foglalkozik a Herméneutikában, így ezt a párost sem említi, ld. a következő vázlatpontot is.
- Az utolsó, ami maradt: Arisztotelész szerint ha nem egyetemesen állítunk és tagadunk valamit egyetemes alanyról, akkor a kijelentések nem ellentétesek. Tehát:

Valóban, hiszen az, hogy némely ember fehér, nem zárja ki azt, hogy más emberek nem-fehérek legyenek. Igazság szerint azonban Arisztotelész tulajdonképpen ezt az ítéletpár-féleséget sem említi, mert a nem-egyetemes kijelentésekre még nem részleges, hanem határozatlan példákat hoz fel: Az ember fehér – Az ember nem fehér, és ezek egészen más ok miatt is nem-ellentétesek, mint a részlegesek (ld. alább). Említettük, hogy a Herméneutikában nem, csak az Első Analitikában választja valóban külön a részleges és a határozatlan kijelentéseket.
A fenti problematika részeként előálló egyik kérdésre adott válaszként megjegyzi, hogy „egy tagadása van egy állításnak”. Ez azért olyan fontos, mert ezen az alapelven áll vagy bukik annak ellenőrzése, hogy két ítélet tagadásai kizárják-e egymást.

#### A kizárt harmadik és a kétértékűség elve
A 9. fejezet egy igen fontos problémát tárgyal: azon dolgok esetében, melyek vannak vagy voltak, érvényesek az előbbiek, azonban a jövő idejű esetleges kijelentések (elsősorban az egyedi kijelentések) esetében nem. Ugyanis ha minden állítás és tagadás közül az egyik mindig igaz, a másik mindig téves, akkor például az állítás szükségszerűen igaz, és akkor az állításnak megfelelő esemény is szükségszerűen következik be. Ekkor így van a valóságban is: például bármilyen dolog vagy fehér, vagy nem fehér, és ha például fehér, akkor szükségszerűen fehér, ha meg nem fehér, szükségszerűen nem fehér. Fordítva, ha a valóságban így van, akkor az egyik és csakis az egyik kijelentés lehet igaz.
Azonban a jövő időben nem ez a helyzet. Mert ha valami vagy fehér lesz, vagy nem lesz fehér, abból még nem következik, hogy szükségszerűen lesz akár fehér, akár nem fehér. Mert ha már fehér, akkor szükségszerűen fehér, ha viszont még nem fehér, de az lesz, akkor nem biztos, hogy szükségszerűen lesz fehér. „Mert nem ugyanaz, hogy minden ami van, az szükségszerűen van, amikor van, meg hogy egyszerűen szükségszerűen van.” Arisztotelész a tapasztalatra hivatkozva állítja, a való életben nem igaz, hogy minden szükségszerűen van (lesz), vagy szükségszerűen nincs (nem lesz): ekkor ugyanis nem lehetnének olyan események, melyek esetlegesen vagy véletlenül következnek be. Például egy tengeri csata bekövetkezhet, vagy nem következhet be, de nem szükségszerű sem az, hogy bekövetkezik, sem az, hogy nem következik be, noha szükségszerű, hogy a két lehetőség közül az egyik bekövetkezzen.
A logikai fatalizmus álláspontja szerint, ha igaz lenne a kizárt harmadik elve valamely jövő idejű kijelentésre, akkor az a kijelentés vagy igaz, vagy hamis már azelőtt, hogy a benne állított esemény megtörtént volna. Tehát már a múltban, amikor kimondjuk vagy gondoljuk, noha nem tudjuk, hogy igaz-e vagy hamis, azért vagy igaz, vagy hamis, ez pedig azt jelenti, hogy már a múltban el van döntve bármely jövő idejű kijelentésről, hogy az állítása vagy a tagadása fog-e teljesülni. Ez esetben persze nem létezik sem szabad akarat, sem olyan esemény, amely véletlenszerűen következik be, hiszen ha például vasárnap azt mondjuk, hogy holnap vásárolni megyünk, akár elmegyünk, akár nem, már előre el volt döntve, hogy mit fogunk csinálni.
Arisztotelész ezt a következtetést paradoxnak tartja. Szerinte az események sokszor azért következnek vagy nem következnek be, mert mérlegelünk és többé-kevésbé szabadon döntünk.
A probléma megoldását abban látja, hogy meg kell különböztetni azt a kijelentést, hogy „Minden kijelentés szükségszerűen igaz vagy (szükségszerűen) hamis”, attól, hogy „Minden kijelentés szükségszerűen igaz-vagy-hamis” (Magyarosabban: „Szükségszerű, hogy minden kijelentés igaz vagy hamis”). Az első azt fejezi ki, hogy minden szükségszerűen van, vagy szükségszerűen nincs, de egy és csak egy eset teljesül a kettő közül. Arisztotelész azonban a jövőidejű esetleges kijelentésekre vonatkozóan csupán a második kijelentést tartja érvényesnek; ennek értelmében tehát szükségszerű egy kizáró viszony állítás és tagadás közt, ez azonban nem jelenti, hogy akár az állítás, akár a tagadás szükségszerű lenne.
A Hermeneutika ezen szakaszának legkorábbi interpretációitól kezdve eltérő értelmezései születtek. A kutatók ma is megosztottak a tekintetben, hogy vajon Arisztotelész e fentebbi megoldásával kivonta-e a futurum kontingenseket a kétértékűség illetve a kizárt harmadik elve alól. Wiliam és Martha Kneale például amellett érvelnek, hogy Arisztotelész a jövőidejű kontingens dolgokra referáló kijelentések esetében fenntartja a kizárt harmadik, de elveti a kétértékűség elvét (Vö. WILLIAM és MARTHA KNEALE: A logika fejlődése, Gondolat, Budapest, 1987. 58-61.). Ezzel szemben Jan Łukasiewitz úgy véli Arisztotelész a futurum kontingenseket kivonja mind a kétértékűség, mind a kizárt harmadik elve alól (Vö. JAN ŁUKASIEWICZ: Aristotle's Syllogistic from the Standpoint of Modern Formal Logic, Clarendon Press, Oxford, 1957.).A harmadik megközelítés szerint Arisztotelész nem adja fel sem a kétértékűség, sem a kizárt harmadik elvét, hanem a temporális és egyszerű szükségszerűség megkülönböztetésével érvel amellett, hogy a kizárt harmadik és a kétértékűség elve nem implikál szükségszerűséget a jövőbeli esetleges dolgokat illetően. (Egy ilyen alapokon való érveléshez lásd pl.: JAMES E. TOMBERLIN: The Sea Battle Tomorrow and Fatalism, Philosophy and Phenomenological Research, Vol.31, No.3 (Mar., 1970), 352-357.)
Ezt a problémát, a ránk maradt szövegek tanúsága szerint, feltehetően Arisztotelész vetette fel elsőként. A problémával foglalkozó másik legjelentősebb ókori gondolkozó Diodórosz Kronosz. Kronosz azonban egy Arisztotelészétől eltérő "lehetséges" fogalomból indul ki.
A téma tárgyalása jelen volt a sztoikusoknál is, akik szerint Arisztotelész a jövő idejű kijelentésekre vonatkozóan feladta a kétértékűség elvét, és ezért - a maguk fatalista világnézetük talaján - bírálták Arisztotelész megoldását.

### Modalitások
„Ezek tisztázása után vizsgáljuk meg, hogyan viszonyulnak egymáshoz a lehetséges és nem lehetséges, az esetleges és nem esetleges, meg a lehetetlen és szükségszerűtagadásai és állításai. Mert bizony vannak itt nehézségek.” (Herméneutika 12. fej., §1.)
A 12. fejezettől kezdve Arisztotelész modális logikával foglalkozik; és nem a levegőbe beszél, amikor a terület nehézségeit említi. Talán elég ezzel kapcsolatban megemlítenünk, hogy még ma, több ezer év elteltével sem tudtunk minden szempontból elfogadható modális logikai rendszert alkotni.
A modalitásokat explicit módon nem definiálja a Herméneutikában, egyszerűen adottnak veszi e nyelvi kifejezések értelmét, az értelem boncolgatásába csak olyan esetekben megy bele, ha valami probléma, ellentmondás adódik.
Az általában a Katégoriáktól eltérően eléggé egyértelműen fogalmazó és könnyen olvasható Hermeneutika legnehezebben érthető, de legizgalmasabb része az a fejtegetés (9. fejezet), hogy teljesül-e a kizárt harmadik törvénye tetszőleges eldönthetőnek látszó ítéletre, például a jövőre vonatkozó ítéletekre igaz-e, hogy egyértelműen vagy igazak, vagy hamisak?
„Tehát azoknak a dolgoknak az esetében, amelyek vannak vagy voltak, vagy az állítás vagy a tagadás szükségszerűen vagy igaz vagy téves. És ha az egyetemes dolgokról egyetemesen jelentünk ki, mindig igaz az egyik, a másik pedig téves; meg az egyedieknél is, mint ahogy letárgyaltuk. Viszont ha egyetemes dolgokról nem egyetemesen jelentünk ki valamit, akkor nem feltétlenül van így, ezeket is letárgyaltuk.
Viszont azoknak az egyedi dolgoknak az esetében, melyek a jövőben lesznek, nem ugyanúgy van. Mert ha minden állítás vagy tagadás vagy igaz, vagy téves, akkor minden szükségszerűen van, vagy szükségszerűen nincs. Mert ha az egyik azt mondja, hogy lesz valami, a másik pedig azt, hogy nem lesz az a valami, akkor világos, hogy e kijelentések egyike feltétlenül igaz (ha ti. minden állítás vagy igaz vagy téves). Mert mindkét eset nem állhat fönnt egyszerre ilyen kijelentéseknél. Ugyanis ha igaz az a kijerlentés, hogy valami fehér, vagy az, hogy nem fehér, akkor az szükségszerűen fehér vagy nem fehér, ha pedig az fehér vagy nem fehér, akkor igaz volt vagy az állítás, vagy a tagadás. Ha pedig nem úgy van a valóságban, akkor téves a kijelentés, és ha téves a kijelentés, akkor nem úgy van. Tehát vagy az állítás, vagy a tagadás szükségszerűen igaz. Tehát semmi nincs és nem is lesz véletlenül, meg esetlegesen, és semmi sem olyan, hogy vagy lesz, vagy nem lesz, hanem minden szükségszerűen, nem pedig esetleg van (mert annak van igaza, aki állít, vagy annak, aki tagad). Hiszen máskülönben éppúgy lehetett volna, hogy létrejön, meg az is, hogy nem jön létre; hiszen ami esetleges, az semmivel sem inkább van vagy lesz így, mint úgy. Aztán meg: ha fehér valami, akkor helyesen mondottuk az előbb, hogy fehér lesz; tehát mindig helyesen mondottuk akármiről, ami létre fog jönni, hogy lesz. Ha pedig mindig helyesen mondottuk, hogy van, vagy hogy lesz, akkor az nem képes nem lenni vagy nem létrejönni. Ami pedig nem képes nem létrejönni, az lehetetlen, hogy ne jöjjön létre. Ami pedig lehetetlen nem létrejönni, az szükségképpen létrejön. Tehát minden, ami lesz, szükségképpen jön létre. Tehát semmi sem lesz esetleg vagy véletlenül…”

## Idézetek

### Arisztotelész „kommunikációmodellje”
„Nos, amik a beszédben elhangzanak, lelki tartalmak jelei, amiket pedig leírunk, a beszédben elhangzottak jelei. És mint ahogy nem mindenkinek az írása azonos, úgy a beszéde sem. Viszont a lelki tartalmak, amelyeknek ezek közvetlen jelei, mindenkinél ugyanazok; s ama dolgok, melyekről e tartalmak képet adnak, szintén ugyanazok. Ezzel azonban A lélekről c. munkám már foglalkozott, mert más tárgykörbe tartozik.” ld. még itt… (1. fejezet)

### A kijelentések elemei: névszók, igék és összekapcsolásuk

#### Az összekapcsolás
„Miként a lélekben van olykor olyan gondolat, amely se nem igaz, se nem téves, máskor pedig e kettő közül valamelyik feltétlenül vonatkozik rá, úgy van a beszédben is. Hiszen az igazság és a tévedés a kapcsoláson és a szétválasztáson múlik. Nos, a névszók és igék önmagukban véve kapcsolás és szétválasztás nélküli gondolatokhoz hasonlóak; például ember, fehér – amikor semmit sem teszünk hozzá – egyáltalán nem téves és nem igaz. Ennek bizonyítéka: kecskeőz is kifejez valamit, de se nem igaz, se nem téves, ha nem tesszük hozzá azt, hogy van, vagy nincs, akár általában, akár időben [ti. múltban v. jelenben] értve.” (1. fej.)
„ […] Mert a van és a nincs nem a dolgot fejezi ki, akkor sem, ha csupán annyit mondunk, hogy >>van<<; ez ugyanis nem valami, hanem csak egy kapcsolatot fejez ki, amelyet elképzelni sem lehet a kapcsolatban lévők nélkül.” (3. fej.)
„ […] Hiszen az ember szó jelentése, ha nem tesszük hozzá azt, hogy van, vagy volt, vagy lesz, vagy valami ilyesmit, egyáltalán nem kijelentés […]. A névszó és ige legyen csupán kifejezés, mert azt nem mondhatjuk, hogy ha valaki így fejez ki valamit hanggal [értsd: pusztán összekapcsolás és állítmány nélküli szavakat kimondva], már ki is jelent valamit, akár kérdezi őt valaki, akár pedig magától kezd el beszélni. ” (5. fej.)

#### Névszók
„A névszó olyan közmegegyezés szerinti jelentésű, időt ki nem fejező szó, amelynek egy része sem jelent semmit, ha különválasztjuk. Hiszen a Kallipposz névben a „(h)ipposz” magában véve nem jelent semmit, mint ahogy viszont jelent valamit a „kalosz hipposz” [szép ló] kifejezésben. Azonban nem az egyszerű névszók módjára van az összetetteknél. Mert amazoknál a rész egyáltalán semmit sem jelent, ezeknél viszont akarna jelenteni valamit, azonban mégsem jelent semmit sem, ha különválasztjuk. Példa erre a kalózhajóban [ )επακτροκέλης = epaktrokelész] a hajó [κέλης = kelész].
„Közmegegyezés szerinti annyit tesz, hogy semmi sem természettől fogva névszó, hanem attól fogva, hogy jellé lett. Hiszen a tagolatlan, például állati hangok is kifejeznek valamit, pedig ezek nem névszók.”
„A nem-ember nem névszó. De nincs rá elfogadott szó, ahogy neveznünk kellene, hiszen se nem mondat, se nem tagadás. Legyen hát határozatlan névszó.”
„A Philóné és Philónnak és hasonlók sem névszók, hanem névszók esetei. Meghatározásuk egyébként ugyanaz [ti. mint a névszóké], csakhogy "van"-nal, "volt"-tal és "lesz"-szel összetéve nem fejeznek ki igazságot vagy tévedést, a névszó pedig mindig ezt teszi. Például Philóné van és Philóné nincs egyáltalán nem fejez ki sem igazságot, sem tévedést.

#### Igék
„Az ige az időt is kifejezi, egy része sem jelent semmit különválasztva, továbbá mindig a másról mondottakat fejezi ki [=mindig állítmány]. Hogy az időt is kifejezi, azt úgy értem, hogy például az egészség névszó, az egészségnek örvend viszont ige, mert azt is kifejezi, hogy ez most áll fenn. És mindig azt fejezi ki, ami fennáll, illetve vonatkozik valamire, tehát azt, amit alanyról állítunk. Nem nevezem igének azt, hogy nem beszél, meg hogy nem hallgat. Kifejezi ugyan az időt is, és mindig valamire vonatkozik, de nincs rá külön szó elfogadva. Legyen hát határozatlan ige,  mivel akármire egyaránt vonatkozik – létezőre is, meg nem létezőre is .
„Hasonlóképp a beszélt és beszélni fog nem ige, hanem igealak. Abban különböznek az igétől, hogy az ige a jelen időt fejezi ki, ezek viszont a jelenen kívülit, azaz a múltat és jövőt.”
„Maguk az igék önmagukban kimondva névszók, és kifejeznek valamit – hiszen aki kimondja őket, az rögzíti a gondolatot, s aki hallja, az megnyugszik ennél – de még nem fejezik ki azt, hogy van-e a dolog, vagy nincs…” (3. fej.)

### Mondattan

#### Mondat
„A mondat [λόγος] olyan beszéd, amely kifejez valamit, és amelynek egy különválasztott része is jelent valamit mint kifejezés, de nem mint állítás. Ezt úgy értem, hogy például az ember szó is kifejez valamit, de nem fejezi ki azt, hogy van, sem azt, hogy nincs, viszont állítás vagy tagadás lesz, ha hozzáteszünk valamit. Az ember egy szótagja azonban már nem fejez ki semmit, meg az egérben a gé sem fejez ki semmit, hanem csupán hang. Az összetett szavak esetében viszont a rész is kifejez valamit, csak persze, mint mondottuk, nem önmagában.
Minden mondat kifejez valamit, de nem mint arra való eszköz, hanem – mint mondottuk – közmegegyezés alapján [κατά συνδήκης].” (4. fej.)

#### Kijelentés
„Azonban nem minden mondat kijelentés, hanem csak amelyikre vonatkozik az, hogy igaz vagy téves . Márpedig nem mindegyikre vonatkozik, például a kérés mondat ugyan, de se nem igaz, se nem téves. A többit hagyjuk, hiszen vizsgálatuk inkább a szónoklattanba vagy a költészettanba tartozik. Mi most a kijelentést ((απόφανσις/λόγος (απόφαντικός) vizsgáljuk.” (4. fej.)
„ … Azonban minden kijelentés föltétlenül tartalmaz igét vagy igealakot. Hiszen az ember szó jelentése, ha nem tesszük hozzá, hogy van, vagy volt, vagy lesz, vagy valami ilyesmit, egyáltalán nem kijelentés. […]” (5. fej.)

#### Egyszerű mondatok, kijelentések
„Elsősorban az állítás olyan, ami egy, aztán a tagadás. A többi mind kapcsolás révén egy. […] Hogy miért egy és nem több a kétlábú szárazföldi állat – hiszen nem azért egy, mert egyszerre mondjuk ki – ezt egy másik tanulmány mondja el.
Az a kijelentés egy, amely vagy egy dolgot, vagy egy tényt fejez ki, vagy kapcsolás révén egy; több a kijelentés akkor, ha több, nem pedig egy dolgot fejez ki, vagy pedig ha nincs összekapcsolva. […] A kijelentések részben egyszerűek, mint például a valamit valamiről állító, vagy a valamit valamiről tagadó mondat, részben összetettek, mint például egy bizonyos összetett mondat. Az egyszerű kijelentés olyan mondat, amely valamiről azt fejezi ki, hogy különböző időkben vonatkozik vagy nem vonatkozik rá valami.  ” (5. fej.).
„Egy pedig az az állítás és az a tagadás, amelyik egy dolgot fejez ki egy dologról, akár egyetemes fogalomról van szó egyetemesen, akár nem így. Például Minden ember fehér – Nem minden ember fehér; Az ember fehér – Az ember nem fehér; Némely ember fehér – Egy ember sem fehér – ha a fehér egyet jelent. Ha azonban két olyanra, amik nem alkotnak egy dolgot, egy szó van, akkor nem egy az állítás. Például ha valaki köpenynek nevezné az embert és a lovat, akkor az a kijelentés, hogy A köpeny fehér, nem egy állítás lenne (és a tagadása sem egy lenne). Mert ez nem más, mintha azt mondanánk, hogy „a ló fehér és az ember fehér”, az pedig semmi más, mintha azt mondanánk, hogy „a ló fehér és az ember fehér”. Ha tehát e két utóbbi több dolgot fejez ki és több kijelentés, akkor világos, hogy az első kijelentés is vagy többet vagy semmit sem fejez ki – hiszen egyetlen ember sem ló. Tehát ezeknél sem feltétlenül igaz az egyik ellentmondás és téves a másik.” (8. fej.).

### Az egyszerű kijelentések logikája

#### Állítás és tagadás
„Elsősorban az állítás olyan, ami egy, aztán a tagadás. A többi mind kapcsolás révén egy. Azonban minden kijelentés tartalmaz vagy igét, vagy igealakot. Hiszen az ember szó jelentése – ha nem tesszük hozzá a vant, a voltot vagy a leszt, vagy ilyesmit – egyáltalán nem kijelentés […].” (5. fej.)
„Az állítás pedig olyan kijelentés, amely valamit valaminek tulajdonít […]”. (6. fej.)
(hogy miért egy és nem több a kétlábú szárazföldi állat – hiszen nem azért egy, mert egyszerre mondjuk ki – ezt egy másik tanulmány mondja el.” (5. fej.)
(ld. Met. Z, 12 és H, 6: a meghatározások egységet alkotnak, de más tekintetben, mint a kijelentések. Ld. még a 8. fejezetet, ennek teljes szövege: „Ha azonban két olyanra, amik nem alkotnak egy dolgot, egy szó van [→ homonímia és → szinonímia], akkor nem egy az állítás. Például ha valaki köpenynek nevezné a lovat és az embert, akkor az a kijelentés, hogy A köpeny fehér, nem egy állítás lenne […]” – itt ugyanis szubsztanciálisan különböző dolgokról van szó, míg a deskripciók egy szubsztanciát írnak le. „[…] és tagadása sem egy lenne. Mert ez semmi más, mintha azt mondanánk, hogy A ló és az ember fehér, ez pedig semmi más, mintha azt mondanánk, A ló fehér, és az ember fehér. Ha tehát e két utóbbi dolog több dolgot fejez ki és több kijelentés, akkor világos, hogy az első kijelentés is vagy többet vagy semmit sem fejez ki – hiszen egyetlen ember sem ló. Tehát ezeknél sem feltétlenül igaz az egyik ellentmondás és téves a másik.”)

#### Ellentét és ellentmondás
„Nevezzük ezt ellentmondásnak, amikor ti. állítás és tagadás áll szemben egymással, és minden tagadással egy állítás. Azonban hangsúlyozom, hogy ugyanannak az állítmánynak ugyanarra az alanyra vonatkozó állítása és tagadása álljon szemben, és persze nem homonim értelemben véve az „ugyanazt”, és más ilyen, a szofista okvetetlenkedéssel szemben általunk megállapított szabályokat figyelembe véve.” (6. fej.)

#### Mondatosztályzás
„Mivel azonban a dolgok részben egyetemesek, részben meg egyediek – egyetemesnek azt nevezem, aminek az a természete, hogy többről állítjuk, egyedinek pedig azt, amelyiknek nem ilyen a természete; például ember egyetemes, Kallias pedig egyedi – ezért azt, hogy valami vonatkozik vagy nem vonatkozik valamire, szükségképpen egyszer egyetemes, máskor viszont egyedi alany esetében jelentjük ki. Nos, ha egyetemesen jelentjük ki egy egyetemes alany esetében, hogy valami vonatkozik, illetve nem vonatkozik rá, akkor ellentétesek a kijelentések. Hogy egyetemes alanyra vonatkozóan egyetemesen jelentünk ki valamit, ezt úgy értem, hogy például Minden ember fehér – Egy ember sem fehér. Amikor azonban egyetemes alanyra vonatkozóan, de nem egyetemesen jelentünk ki valamit, akkor nem ellentétesek a kijelentések, noha azok a dolgok, amikről a mondatok szólnak, lehetnek ellentétesek. Nem egyetemesen kijelenteni valamit egyetemes alanyra vonatkozóan cndash; ezt úgy értem, hogy például Az ember fehér – Az ember nem fehér. Mert noha az ember egyetemes dolog, a kijelentést nem vettük egyetemesnek. Hiszen a minden nem egyetemes dolgot jelöl, hanem azt, hogy egyetemesen jelentünk ki valamit. Viszont azt, hogy az állítmány egyetemesen jelent ki, nem helyes egyetemesen kijelenteni, hiszen nem is állítás az, melyben egyetemesen jelentjük ki, hogy az állítmány egyetemesen jelenti ki, például minden ember minden élőlény.
Ellentmondóan tehát az az állítás áll szemben a tagadással, amely ugyanarról jelent ki valamit egyetemesen, amiről a tagadás azt jelenti ki, hogy az nem egyetemes; például Minden ember fehér – Egy ember sem fehér – Némely ember fehér. S ellentétesen áll szemben az egyetemes állítás és az egyetemes tagadás; például Minden ember igazságos – Egy ember sem igazságos. Ezért ezek nem lehetnek egyszerre igazak, a velük szembenállók viszont igazak lehetnek egyszerre ugyanarra a dologra vonatkozóan; például Nem minden ember fehér – Némely ember fehér.” (7. fej.)